# 산중휴거

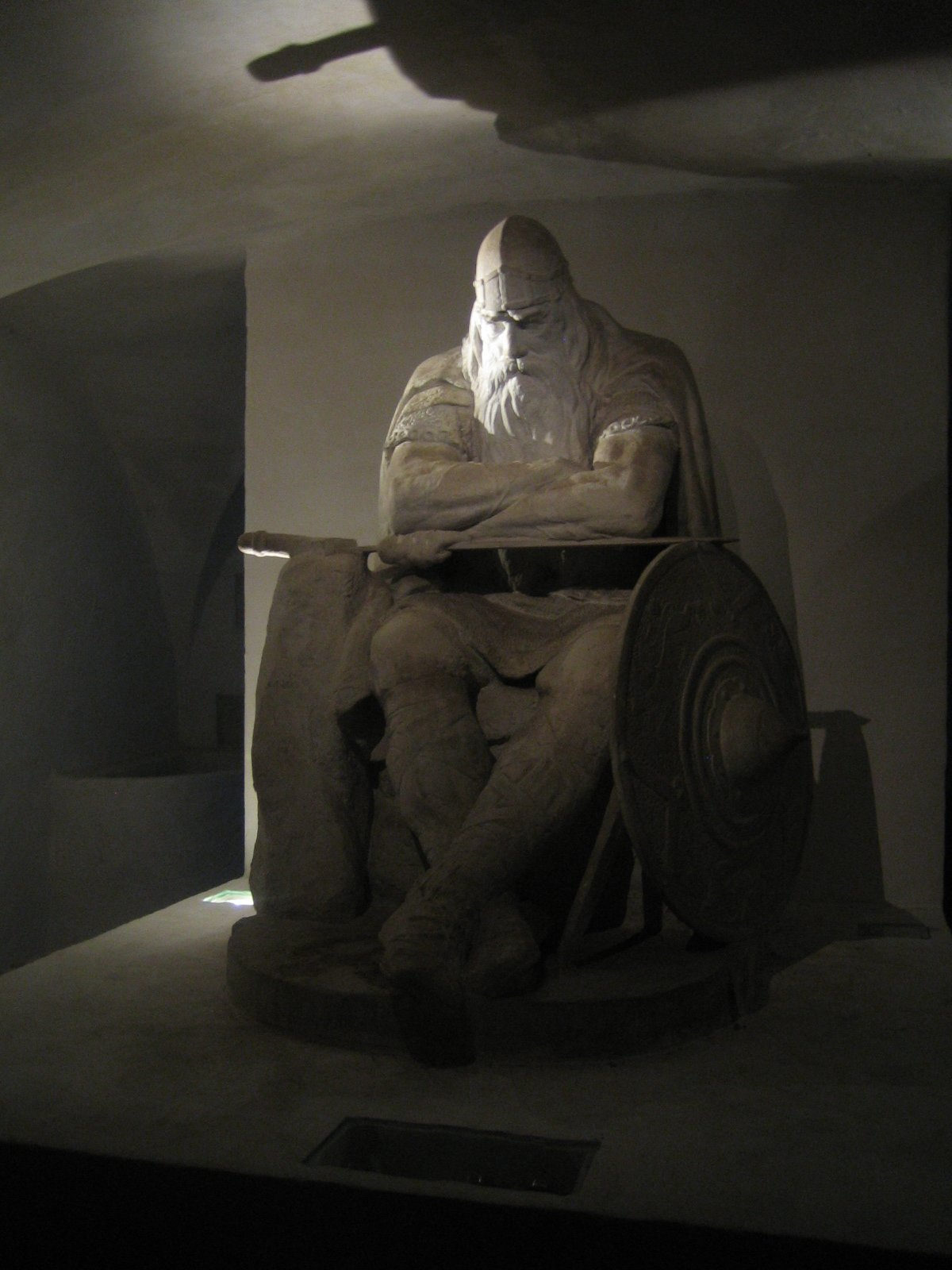

산중휴거(독일어: Bergentrückung 베르겐트뤼쿵[*], 영어: mountain rapture), 산속에 잠든 왕(영어: King asleep in the mountain)은 많은 민담 전설에 등장하는 모티프다. 민족적 영웅이 어딘가에 잠들어 있고, 나라가 위난에 처하면 다시 깨어나 돌아온다는 식의 이야기다. 영국의 아서 왕, 독일의 프리드리히 바르바로사, 포르투갈의 세바스티앙 1세 등이 대표적이다.

## 같이 보기
- 더 롱잉
- 가사 (의학)
- 립 밴 윙클